# Smoljanci
 Smoljanci  (olaszul: Smogliani) falu Horvátországban, Isztria megyében. Közigazgatásilag Svetvinčenathoz tartozik.

## Fekvése
Az Isztria délkeleti részén, Pólától 29 km-re északra, községközpontjától 3 km-re nyugatra, az A9-es autópálya és a Póla-Divača vasútvonal mellett fekszik. A település magját kőből épített egyemeletes, magas falakkal körülvett házak sora alkotja. Közepén található a 18. századi Gyógyító Boldogaaszony templom.

## Története
A település a 16. században népesült be, amikor a velenceiek Dalmáciáól a török elől menekülő horvátokat telepítettek ide. A svetvinčenati plébániához tartozott. Temploma a 18. században, vasútállomása a 19. század végén épült. A falunak 1857-ben 450, 1910-ben 327 lakosa volt. Az első világháború után Olaszországhoz került. Az Isztria az 1943-as olasz kapituláció után szabadult meg az olasz uralomtól. A második világháború után Jugoszlávia, majd Jugoszlávia felbomlása után 1991-ben a független Horvátország része lett. 2011-ben a falunak 195 lakosa volt. Lakói mezőgazdasággal, főként szőlőtermesztéssel foglalkoznak.

## Nevezetességei
- A Gyógyító Boldogasszony tiszteletére szentelt temploma a 18. században épült, 1965-ben megújították. A templom egyhajós, négyszög alaprajzú, homlokzata felett nyitott fülkés harangtoronnyal. Egyszerű kis oltárán a gyermekét karján tartó Szűz Mária szobra áll.
- A Svetvinčenat felé vezető út mellett állt a Szent Bereck templom, melyet 1786-ban leromboltak.
- Vidulini nevű településrésze közelében állt Szent Miklós templom és a szomszédos Salambati végén állt Szent Mátyás templom egyaránt romokban van.

## Lakosság
| Lakosság változása | Lakosság változása | Lakosság változása | Lakosság változása | Lakosság változása | Lakosság változása | Lakosság változása | Lakosság változása | Lakosság változása | Lakosság változása | Lakosság változása | Lakosság változása | Lakosság változása | Lakosság változása | Lakosság változása | Lakosság változása |
| ------------------ | ------------------ | ------------------ | ------------------ | ------------------ | ------------------ | ------------------ | ------------------ | ------------------ | ------------------ | ------------------ | ------------------ | ------------------ | ------------------ | ------------------ | ------------------ |
| 1857               | 1869               | 1880               | 1890               | 1900               | 1910               | 1921               | 1931               | 1948               | 1953               | 1961               | 1971               | 1981               | 1991               | 2001               | 2011               |
| 450                | 554                | 310                | 263                | 298                | 327                | 696                | 680                | 266                | 252                | 267                | 215                | 185                | 177                | 188                | 195                |